# Max Steiner
Maximilian Raoul Steiner (Viena, Àustria, 10 de maig de 1888 - Hollywood, Califòrnia (Estats Units), 28 de desembre de 1971), més conegut com a Max Steiner, fou un compositor de cinema austríac nacionalitzat estatunidenc. És un dels més prolífics compositors que hagi tingut Hollywood al llarg de la seva història. El seu padrí fou el compositor Richard Strauss, que el va influir molt en la seva manera de compondre música.:52

## Biografia
Va començar a destacar en l'àmbit musical ja, en l'Acadèmia Imperial de Música de Viena. Va estudiar amb Gustav Mahler:73 i va compondre les seves primeres obres anys abans d'esclatar la Primera Guerra Mundial, moment que va aprofitar per marxar als Estats Units.
Broadway va ser el seu primer destí. Allà va sobreviure com arranjador de tota mena de partitures per a algun dels molts musicals que es representaven en els escenaris novaiorquesos.
Va entrar en el cinema quan un dels seus espectacles, Río Rita, va ser traslladat a la pantalla. Va viure la transformació de Hollywood amb la implantació del so. El 1930 va començar una trajectòria ininterrompuda de gran treball que el va mantenir actiu fins a mitjans dels anys seixanta.
Una dilatada carrera en la qual va obtenir, sorprenentment, només tres Oscar de l'Acadèmia: El delator (1935), de John Ford, L'estranya passatgera (1942), d'Irving Harper, i Des que te'n vas anar (1944), de John Cromwell, encara que va ser nominat en més de vint ocasions.
Els treballs de Steiner no van passar desapercebuts en la seva època. Ho demostra el fet que 
va treballar al llarg de trenta anys amb directors de cinema com: William A. Wellman, John Ford, King Vidor, Frank Capra, Raoul Walsh, Delmer Daves, i molts altres que van saber aprofitar la qualitat dels seus pentagrames. Amb les seves composicions va consolidar, el que s'ha anomenat l'estil Hollywood, a l'haver aplicat per primera vegada un tema bàsic, el denominat leitmotiv sobre el qual s'elaboraven una sèrie de variacions. Tot i que Steiner ha estat anomenat l'home que va inventar la música de cinema moderna, ell mateix va afirmar que, «la idea es va originar amb Richard Wagner ... Si Wagner hagués viscut aquest segle, hauria estat el compositor de pel·lícules número 1».
Encara que va treballar per a la RKO, David O. Selznick i altres estudis, va destacar fonamentalment la seva llarga etapa a la Warner Bros (entre 1936 i 1953), en la que va definir un estil molt característic que es va propagar en tota la seva creació: a partir d'un tema principal, el compositor reforçava cada moment important de la història, instant musical que podia situar-se en primer pla o mantenir-se de forma que passés desapercebuda per a l'espectador. Va elaborar un precís fil conductor que mai es va limitar a il·lustrar la història.:55
Així va abordar el melodrama, el cinema de gàngsters, l'aventura i el western amb gran eficàcia fins a convertir-se en un dels compositors més recordats del cinema. Steiner va morir per una insuficiència cardíaca a Hollywood, als 83 anys.

## Influència

### Reconeixement de la indústria

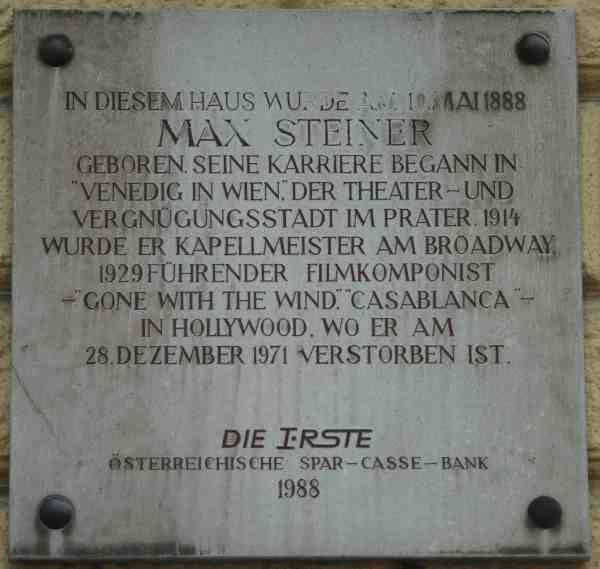
Placa commemorativa de Steiner a la seva casa natal, a Praterstraße 72, Viena

Tres de les bandes sonores de Max Steiner van guanyar el premi de l'Acadèmia a la millor banda sonora original: The Informer (1935), Now, Voyager (1942) i Since You Went Away (1944). Steiner va rebre un certificat per The Informer. Originalment va rebre plaques per Now, Voyager i Since You Went Away, però aquestes plaques van ser substituïdes per estatuetes dels Premis de l'Acadèmia el 1946. Com a actor individual, Steiner va ser nominat a un total de 20 premis de l'Acadèmia, i en va guanyar dos. Abans de 1939, l'acadèmia reconeixia el departament de música d'un estudi, en lloc del compositor individual, amb una nominació en la categoria de puntuació. Durant aquest temps, cinc de les bandes sonores de Steiner, incloent-hi La patrulla perduda i La càrrega de la brigada lleugera, van ser nominades, però l'acadèmia no considera que aquestes nominacions pertanyin al mateix Max Steiner. En conseqüència, tot i que la banda sonora de Steiner per a The Informer va guanyar el premi de l'Acadèmia el 1936, l'acadèmia no considera oficialment Steiner com el guanyador individual del premi, ja que Steiner va acceptar el premi en nom del departament de música de la RKO, del qual era el cap de departament. Les 20 nominacions de Steiner el converteixen en la tercera persona més nominada de la història de les categories de puntuació, darrere de John Williams i Alfred Newman.
El Servei Postal dels Estats Units va emetre els seus segells American Music Series el 16 de setembre de 1999 per retre homenatge a compositors de renom de Hollywood, com ara Steiner. Després de la mort de Steiner, Charles Gerhardt va dirigir l’Orquestra Filharmònica Nacional en un àlbum RCA Victor amb els millors moments de la carrera de Steiner, titulat Now Voyager. També va guanyar un Globus d'Or a la millor banda sonora original per Life with Father (1947). A principis dels anys setanta es van incloure seleccions addicionals de bandes sonores de Steiner en altres àlbums de cinema clàssic de la RCA. Els enregistraments quadrifònics van ser posteriorment remasteritzats digitalment per a so Dolby envoltant i publicats en CD. El 1975, Steiner va ser homenatjat amb una estrella situada al número 1551 de Vine Street al Passeig de la Fama de Hollywood per la seva contribució al cinema. El 1995, Steiner va ser inclòs pòstumament al Saló de la Fama dels Compositors. En commemoració del centenari de Steiner, el 1988 es va descobrir una placa commemorativa al lloc de naixement de Steiner, l’Hotel Nordbahn (ara Austria Classic Hotel Wien) al número 72 de Praterstraße. El 1990, Steiner va ser un dels primers a ser reconegut per la seva trajectòria professional per un lloc web de premis en línia.

### Llegat entre compositors
A Film Music, de Kurt London, London va expressar l'opinió que la música cinematogràfica americana era inferior a la música cinematogràfica europea perquè mancava d'originalitat en la composició; va citar la música de Steiner com una excepció a la regla. Steiner, juntament amb els seus contemporanis Erich Wolfgang Korngold i Alfred Newman, va establir l'estil i les formes de la música cinematogràfica de l'època i de les bandes sonores de les pel·lícules futures. Coneguts pels seus estils musicals similars, Roy Webb també va ser contemporani de Steiner i van ser amics fins a la mort de Steiner. La partitura de Webb per a Mighty Joe Young recordava a Steiner. El compositor de James Bond, John Barry, va citar Steiner com una influència de la seva obra. James Newton Howard, qui va compondre la banda sonora per al remake de King Kong del 2005, va declarar que estava influenciat per la banda sonora de Steiner; el seu tema descendent quan Kong apareix per primera vegada recorda la banda sonora de Steiner. De fet, durant l'escena del sacrifici tribal de la versió del 2005, la música que sona és de la partitura de Steiner de la mateixa escena a la versió del 1933. Compositor de la banda sonora de la pel·lícula Star Wars, John Williams va citar Steiner, així com altres compositors europeus emigrants de l'Edat d'Or de la música cinematogràfica dels anys 30 i 40, com a influències de la seva obra. De fet, George Lucas volia que Williams fes servir les partitures de Steiner i Korngold com a influències per a la música de Star Wars, tot i la raresa de la música de cinema grandiosa i la manca d'ús de leitmotivs i orquestracions completes durant la dècada del 1970.
Sovint comparat amb el seu contemporani Erich Wolfgang Korngold, el seu rival i amic a Warner Bros., la música de Steiner va ser considerada pels crítics com a inferior a la de Korngold. El compositor David Raksin va declarar que la música de Korngold era «d'un ordre superior amb una abast molt més ampli»; tanmateix, segons l’obra American Film Music de William Darby i Jack Du Bois, tot i que altres compositors de bandes sonores de cinema poden haver produït bandes sonores individuals millors que Steiner, cap compositor n'ha creat mai tantes de molt bones com Steiner. Malgrat la inferioritat de les partitures individuals de Steiner, la seva influència va ser en gran part històrica. Steiner va ser un dels primers compositors a reintroduir la música al cinema després de la invenció del cinema sonor. La banda sonora de Steiner per a King Kong va modelar el mètode d'afegir música de fons a una pel·lícula. A alguns dels seus contemporanis no els agradava la seva música. Miklós Rózsa va criticar Steiner per l'ús de Mickey Mouse i no li agradava la seva música, però Rózsa va admetre que Steiner havia tingut una carrera reeixida i que tenia un bon sentit melòdic.
Ara conegut com el pare de la música de cinema o el degà de la música de cinema, Steiner havia escrit o arranjat música per a més de tres-centes pel·lícules al final de la seva carrera. George Korngold, fill d'Erich Korngold, va produir els àlbums de la sèrie Classic Film Score que incloïen la música de Steiner. Albert K. Bender va establir la Max Steiner Music Society amb membres internacionals, publicació de revistes i butlletins i una biblioteca d'enregistraments d'àudio. Quan la col·lecció Steiner va anar a la Universitat Brigham Young el 1981, l'organització es va dissoldre. La Max Steiner Memorial Society es va formar al Regne Unit per continuar la tasca de la Max Steiner Music Society.

## Filmografia selecta
- Cimarron (1931)
- A Bill of Divorcement (1932)
- Les caceres del comte Zaroff (The Most Dangerous Game) (1932)
- Cap a les altures (Christopher Strong) (1933)
- Rafter Romance (1933)
- The Little Minister (1934)
- L'alegre divorciada (The Gay Divorcee) (Nominat a l'Oscar, 1934)
- La patrulla perduda (The Lost Patrol) (Nominat a l'Oscar, 1934)
- El delator (The Informer) (Oscar, 1935)
- Els tres mosqueters (The Three Musketeers) (1935)
- The Garden of Allah (Nominat a l'Oscar, 1936)
- La càrrega de la Brigada lleugera (The Charge of the Light Brigade) (1936)
- A Star Is Born (1937)
- That Certain Woman (1937)
- The Life of Emile Zola (1937)
- Jezebel (Nominat a l'Oscar, 1938)
- Angels with Dirty Faces (1938)
- The Sisters (1938)
- The Adventures of Tom Sawyer (1938)
- Confessions of a Nazi Spy (1939)
- Dark Victory (Nominat a l'Oscar, 1939)
- Allò que el vent s'endugué (Gone with the Wind) (Nominat a l'Oscar, 1939)
- La carta (The Letter) (Nominat a l'Oscar, 1940)
- Camí de Santa Fe (Santa Fe Trail) (1940)
- Shining Victory (1941)
- Van morir amb les botes posades (They Died with Their Boots On) (1941)
- El sergent York (Sergeant York) (Nominat a l'Oscar, 1941)
- Casablanca (Nominat a l'Oscar, 1942)
- Now, Voyager (Oscar, 1943)
- Això és l'exèrcit (This is the army) (1943)
- The Adventures of Mark Twain (Nominat a l'Oscar, 1944)
- Passatge a Marsella (Passage to Marseille) (1944)
- Mildred Pierce (1945)
- Rhapsody in Blue (Nominat a l'Oscar, compartit amb Ray Heindorf, 1945)
- El son etern (The Big Sleep) (1946)
- Nit i dia (Night and Day) (Nominat a l'Oscar, compartit amb Ray Heindorf, 1946)
- La vida amb el pare (Life with Father) (Nominat a l'Oscar, 1947)
- My Wild Irish Rose (Nominat a l'Oscar, compartit amb Ray Heindorf, 1947)
- El tresor de Sierra Madre (The Treasure of the Sierra Madre) (1948)
- Winter Meeting (1948)
- Johnny Belinda (Nominat a l'Oscar, 1948)
- Beyond the Forest (Nominat a l'Oscar, 1949)
- The Fountainhead (1949)
- El falcó i la fletxa (The Flame and the Arrow) (Nominat a l'Oscar, 1950)
- The Glass Menagerie (1950)
- The Miracle of Our Lady of Fatima (Nominat a l'Oscar, 1952)
- L'amant de ferro (The Iron Mistress) (1952)
- L'honor del comandant Lex (Springfield Rifle) (1952)
- The Jazz Singer (Nominat a l'Oscar, compartit amb Ray Heindorf, 1953)
- La càrrega dels genets indis (The Charge at Feather River) (1953)
- El motí del Caine (he Caine Mutiny) (Nominat a l'Oscar, 1954)
- Més enllà de les llàgrimes (Battle Cry) (Nominat a l'Oscar, 1955)
- Centaures del desert (The Searchers) (1956)
- L'esclava lliure (Band of Angels) (1957)
- A Summer Place (1959)
- The FBI Story (1959)
- A dalt de l'escala és fosc (The Dark at the Top of the Stairs) (1960)
- Parrish (1961)
- Susan Slade (1961)
- Febre a la sang (Spencer's Mountain) (1963)
- Una dona espera (Youngblood Hawke) (1964)
- Una trompeta llunyana (A Distant Trumpet) (1964)
- Two on a Guillotine (1965)